# Cavan Scott
Pour les articles homonymes, voir Scott.
Œuvres principales
- L'orage gronde

Cavan Scott, né le 17 avril 1973 à Bristol en Angleterre, est un scénariste de comics et romancier britannique de science-fiction.

## Œuvres

### UniversStar Wars

#### SérieAventures dans un monde rebelle
Les tomes 3, 5 et 7 de cette série ont été écrits par Tom Huddleston.
1. La Fuite, Hachette Jeunesse, coll. « Bibliothèque verte », 2017 ((en) The Escape, 2016)
2. Le Piège, Hachette Jeunesse, coll. « Bibliothèque verte », 2017 ((en) The Snare, 2016)
3. Le Vol, Hachette Jeunesse, coll. « Bibliothèque verte », 2018 ((en) The Steal, 2016)
4. Le Froid, Hachette Jeunesse, coll. « Bibliothèque verte », 2018 ((en) The Cold, 2017)

#### SérieLa Haute République

##### Phase I:La Lumière des Jedi

###### Roman
- L'orage gronde, Pocket, coll. « Star Wars » no 185, 2022 ((en) The Rising Storm, 2021), trad. Sandy Julien, 560 p.  (ISBN 978-2-266-32493-9)

###### Comics
- La Haute République 1 : Il n'y a pas de peur, Panini Comics, 2021 ((en) The High Republic 1: There is No Fear, 2021)
- La Haute République 2 : Le Cœur des Drengir, Panini Comics, 2022 ((en) The High Republic 2: The Heart of Drengir, 2021)
- La Haute République 3 : La Fin des Jedi, Panini Comics, 2022 ((en) The High Republic 3: Jedi's End, 2022)
- Le Monstre du pic du Temple, Panini Comics, 2022 ((en) The Monster of Temple Peak, 2022)

##### Phase II:La Quête des Jedi

###### Roman
- La Voie de la vengeance, Pocket, coll. « Star Wars » no 201, 2024 ((en) Path of Vengeance, 2023), trad. Julien Bétan, 480 p.  (ISBN 978-2-266-34286-5)

###### Comics
- La Haute République 1, Panini Comics, 2023 ((en) The High Republic 1: Balance of the Force, 2023)
- La Haute République 2, Panini Comics, 2024 ((en) The High Republic 2: Battle for the Force, 2023)

#### Romans indépendants
- (en) Dooku: Jedi Lost, 2019

##### Phase III:Les Épreuves des Jedi

###### Comics
- La Haute République 1, Panini Comics, 2024 ((en) The High Republic 1: Children of the Storm, 2024)
- La Haute République 2, Panini Comics, 2025 ((en) The High Republic 2: The Hunted, 2024)

### UniversJudge Dredd
- (en) Alternative Facts, 2017

### UniversSkylanders

#### SérieSkylanders Spyro's Adventures
1. (en) The Machine of Doom, 2012

#### SérieThe Mask of Power
Cette série a été publiée sous le pseudonyme Onk Beakma.
1. (en) Spyro Versus the Mega Monsters, 2013
2. (en) Gill Grunt and the Curse of the Fish Master, 2013
3. (en) Lightning Rod Faces the Cyclops Queen, 2014
4. (en) Terrafin Battles the Boom Brothers, 2015
5. (en) Cynder Confronts the Weather Wizard, 2015
6. (en) Stump Smash Crosses the Bone Dragon, 2016
7. (en) Eruptor Meets the Nightmare King, 2015
8. (en) Trigger Happy Targets the Evil Kaos, 2015

### UniversWarhammer

#### SérieLes Galaxies Distordues
1. L'Attaque des Nécrons, Black Library, 2019 ((en) Attack of the Necron, 2019), trad. Jérôme Vessière, 256 p.  (ISBN 978-1-78030-475-5)
2. Les Griffes du Génovore, Black Library, 2019 ((en) Claws of the Genestealer, 2019), trad. Jérôme Vessière, 240 p.  (ISBN 978-1-78030-502-8)
3. Les Secrets des Tau, Black Library, 2020 ((en) Secrets of the Tau, 2019), trad. Jérôme Vessière, 240 p.  (ISBN 978-1-78030-516-5)
4. La Guerre des Orks, Black Library, 2020 ((en) War of the Orks, 2020), trad. Jérôme Vessière, 256 p.  (ISBN 978-1-78030-531-8)
5. La Peste des Nurglings, Black Library, 2021 ((en) Plague of the Nurglings, 2021), trad. Jérôme Vessière, 256 p.  (ISBN 978-1-78030-601-8)
6. La Tombe des Nécrons, Black Library, 2021 ((en) Tomb of the Necron, 2021), trad. Jérôme Vessière  (ISBN 978-1-78030-447-2)

### UniversBlake's 7

#### SérieBig Finish
1. (en) The Forgotten, 2012Écrit avec Mark Wright.

### UniversDoctor Who
- (en) The Shining Man, 2017

### Romans indépendants
- (en) Project: Valhalla, 2005Écrit avec Mark Wright.